# 省辦高中（職），縣市辦初中
中華民國教育部於1954年8月頒布之〈減輕中小學學生課業負擔實施方案〉即已明示省辦高中（職），縣市辦初中此一原則。翌年9月，教育部在〈發展初級中等學校方案〉，含制定分年增校計畫等，正式確立「省辦高中，縣市辦初中」，規定新設之中等學校以省辦高級縣市辦初級為原則，目的在提高初中就讀率及降低學生參加初中、高中聯招的競爭壓力。由於當時高中、初中競爭激烈，臺灣省各縣市不但有省立高中附設初中部，也有縣市政府自行設立的完全中學，且整體而言省校之師資、設備優於縣市校，因而學生多以省立學校為首選，無法達到標準者，方選擇縣市立學校。臺灣省教育廳有鑑於此，盼透過省專辦高中職，縣市專辦初中職的方式，讓學生不再因為學校隸屬機關高低，造成學校志願排序的升學壓力。該政策先在1956學年度於試辦免試升初中的新竹縣實施，之後教育廳在1961學年度於臺北市及臺南市實行。1962年苗栗縣與高雄市跟進。
但就在該政策試辦期間，教育廳在地方不斷要求增設高中的要求下，於1964年3月22日頒布《初級中學增設高中部暫行標準》，允許成立滿三年以上、成績足為鄰近初中楷模且獲地方佳評之公私立初中設高中部，理由為「為使高中教育在質的方面予以提高」。但此說法論理上頗有問題，且與「省辦高中，縣市辦初中」政策矛盾。
而後臺灣預備延長國民教育由六年變成九年，因此本政策變更為省辦高中，縣市辦國中的政策。1967年9月4日，臺灣省教育廳「府財教二字第七二四五三號令」頒佈《臺灣省各縣市擬訂九年國民教育實施計畫作業要點》，調查各縣市處理所轄縣市立中學高中部及學生處理方式。隨後在1967年12月5日，臺灣省政府教育廳「府財教二字第九六二三八號令」核定《縣市立中學高中班級及縣市立職業學校處理辦法》，陸續將省立學校初中部逐年結束，各縣市立中學高中部學生移轉由省立學校續辦。自此臺灣中等教育，國民中學由縣市政府負責，高級中學由臺灣省政府負責。整個方案由1967學年度起開始調整，至1969學年完成學生移轉。
該政策一直持續至1990年代，隨著省立學校移交教育部中部辦公室管轄，加上1992年臺北市將大同國中改制為完全中學，但其他縣市（高雄市除外）礙於該政策未能比照辦理，1995年教育部因前一年六月第七次全國教育會議之決議研擬試辦完全中學，臺北縣率先於同年試辦，比教育部預定之年份提早一年，本政策提前終結。

## 省辦高中縣市辦國中列表
根據《臺灣省實施九年國民教育省接辦縣市立中學高中班級計畫》與《臺灣省實施九年國民教育省接辦縣市立職業學校計畫》規定，各省中初中部、各縣市中學高中部、各縣市職業學校學生之安置原則如下：
1. 省立中學初中部自[民國]五十七學年起一律停止招生，逐年結束。
2. 縣市立中學高中部學生於五十七學年一次移交給省辦，為提升國民中學教育品質，並減輕縣市政府經費負擔，縣市立中學一律改制為國民中學，依據下列方式處理：
  1. 當地有省中者，併入省中。
  2. 當地有省立職校，併入後改為綜合高中。
  3. 當地有縣市立職校，併入後升格改制為省立綜合高中。
  4. 不合前三項者，由地方提供校地新設立省中或省中分部。
3. 省中初中分部改為縣市立國民中學，必要時得作為省中疏散使用。
4. 人事安排原則如下：
  1. 省中初中老師能擔任高中課程老師者留任，其餘介聘至縣市立國中。
  2. 縣市立高中部老師以留校任教為原則，但支領高中薪資。
  3. 縣市立中學教官與護理老師由教育廳安排介聘至高中職。
  4. 省中初中部主任資格符合者，優先擔任原址新設立國中校長。
5. 財產轉移原則如下：
  1. 整個學校改隸屬者，全部動產不動產無條件移轉。
  2. 省中初中部結束後之教學設備，移轉給縣市立國中使用。
6. 縣市立職校處理原則如下：
  1. 由省政府負擔改制為省立高職之用人費、辦公費與實習材料費，由補助各縣市經費中調度支應。
  2. 縣市立職校於五十七學年一次改制為省立學校，該縣市校數較多者，可分二、三年改制完成。
  3. 縣市立職校初職與五年制自五十七學年度起停止招生。
  4. 必要時升格之縣市立職校得改為綜合性職校或綜合高中。

### 縣市立中學處理列表
根據上述原則，各縣市立中學高中部處理情形如下：
1. 併入當時省中有十八校，共計一三四班。
2. 併入職校有四校，共計三二班。
3. 於五十七學年度新設置省立高中十所，高中分部一所，接辦十一校高中班級九十八班。各縣市立中學處理情形列表如下：

1956-62年先行實施省辦高中，縣市辦初中試辦學校如下：
| 當時隸屬縣市 | 校名         | 高中部班級數 | 高中部班級處理方式                             | 原校改制後校名       | 現在校名             | 備註 |
| ------------ | ------------ | ------------ | ---------------------------------------------- | -------------------- | -------------------- | --- |
| 臺北市       | 市立成淵中學 | --           | 移交省立成功高中接辦                           | 臺北市立成淵中學     | 臺北市立成淵高級中學 | 因應1990年代410教改廣設高中訴求，於1996年再度設立高中部，恢復完全中學                                                                              |
| 臺北市       | 市立大同中學 | 10班         | 移交省立建國高中、省立師大附中接辦             | 臺北市立大同中學     | 臺北市立大同高級中學 | 因應1990年代410教改廣設高中訴求，於1992年再度設立高中部，恢復完全中學                                                                              |
| 臺北市       | 市立女子中學 | 10班         | 移交省立北一女中、省立北二女中接辦             | 臺北市立女子中學     | 臺北市立金華國民中學 | |
| 新竹縣       | 縣立第一中學 | 12班         | 男生移交省立新竹高中，女生移交省立新竹女中接辦 | 新竹縣立第一國民中學 | 新竹市立建華國民中學 | |
| 苗栗縣       | 縣立竹南中學 | 7班          | 移交省立苗栗高中竹南分部接辦                   | 苗栗縣立竹南中學     | 國立竹南高級中學     | |
| 苗栗縣       | 縣立卓蘭中學 | --           | 移交省立苗栗高中卓蘭分部接辦                   | 苗栗縣立卓蘭中學     | 國立卓蘭高級中等學校 | 縣立中學與苗中分部於1991年併校，再度歸為完全中學，並成立高中、高職、國中等三學制與日間部、進修部並存之實驗中學。2016年結束任務，校名移除「實驗」。 |
| 臺南市       | 市立中學     | --           | 移交省立臺南一中、省立臺南二中接辦             | 臺南市立中學         | 臺南市立大成國民中學 | |
| 高雄市       | 市立第一中學 | --           | 改制為省立左營中學                             | 臺灣省立左營中學     | 高雄市立左營高級中學 | |
| 高雄市       | 市立第二中學 | 10班         | 移交省立高雄高中接辦                           | 高雄市立第二中學     | 高雄市立前金國民中學 | |
| 高雄市       | 市立女子中學 | 10班         | 移交省立高雄女中接辦                           | 高雄市立女子中學     | 高雄市立新興高級中學 | |

1968年配合九年國民義務教育改制學校如下：
| 當時隸屬縣市 | 校名                 | 高中部班級數 | 高中部班級處理方式                             | 原校改制後校名                       | 現在校名             |
| ------------ | -------------------- | ------------ | ---------------------------------------------- | ------------------------------------ | -------------------- |
| 基隆市       | 市立第一中學         | 16班         | 男生移交省立基隆高中，女生移交省立基隆女中接辦 | 原校舍由市立高商改制省立基隆商工使用 | 基隆市立明德國民中學 |
| 臺中市       | 市立第一中學         | 12班         | 男生移交省立臺中一中，女生移交省立臺中女中接辦 | 臺中市立第一國民中學                 | 臺中市立居仁國民中學 |
| 臺中市       | 市立第二中學         | 7班          | 男生移交省立臺中二中，女生移交省立臺中女中接辦 | 臺中市立第二國民中學                 | 臺中市立雙十國民中學 |
| 宜蘭縣       | 縣立羅東中學         | 12班         | 移交新設立省立羅東高中接辦                     | 宜蘭縣立羅東國民中學                 | 宜蘭縣立羅東國民中學 |
| 宜蘭縣       | 縣立頭城中學         | 10班         | 移交新設立省立頭城綜合高中接辦                 | 宜蘭縣立頭城國民中學                 | 宜蘭縣立頭城國民中學 |
| 臺北縣       | 縣立樹林中學         | 9班          | 移交省立板橋高中接辦                           | 臺北縣立樹林國民中學                 | 新北市立樹林高級中學 |
| 臺北縣       | 縣立文山中學         | 9班          | 移交省立板橋高中接辦                           | 臺北縣立文山國民中學                 | 新北市立文山國民中學 |
| 臺北縣       | 縣立新莊中學         | 6班          | 併入新莊農校，改制省立新莊綜合高中接辦         | 臺北縣立新莊國民中學                 | 新北市立新莊國民中學 |
| 桃園縣       | 縣立大園中學         | 3班          | 移交省立桃園高中接辦                           | 桃園縣立大園國民中學                 | 桃園市立大園國民中學 |
| 桃園縣       | 縣立楊梅中學         | 9班          | 移交新設立省立楊梅高中接辦                     | 桃園縣立楊梅國民中學                 | 桃園市立楊梅國民中學 |
| 新竹縣       | 縣立第一中學新埔分班 | 3班          | 男生移交省立新竹高中，女生移交省立新竹女中接辦 | 新竹縣立新埔國民中學                 | 新竹縣立新埔國民中學 |
| 臺中縣       | 縣立豐原中學         | 10班         | 移交新設立省立豐原高中接辦                     | 臺中縣立豐原國民中學                 | 臺中市立豐原國民中學 |
| 南投縣       | 縣立埔里中學         | 6班          | 移交新設立省立埔里高中接辦                     | 南投縣立埔里國民中學                 | 南投縣立埔里國民中學 |
| 彰化縣       | 縣立鹿港中學         | 12班及水產科 | 移交新設立省立鹿港綜合高中接辦                 | 彰化縣立鹿港國民中學                 | 彰化縣立鹿港國民中學 |
| 彰化縣       | 縣立北斗中學         | 11班         | 移交新設立省立北斗高中接辦                     | 彰化縣立北斗國民中學                 | 彰化縣立北斗國民中學 |
| 雲林縣       | 縣立斗南中學         | 5班          | 男生移交省立虎尾高中，女生移交省立虎尾女中接辦 | 雲林縣立斗南國民中學                 | 雲林縣立斗南高級中學 |
| 雲林縣       | 縣立西螺中學         | 6班          | 移交新設立省立虎尾高中西螺分部接辦             | 雲林縣立西螺國民中學                 | 雲林縣立西螺國民中學 |
| 嘉義縣       | 縣立嘉義中學         | 8班          | 男生移交省立嘉義高中，女生移交省立嘉義女中接辦 | 嘉義縣立嘉義國民中學                 | 嘉義市立嘉義國民中學 |
| 嘉義縣       | 縣立大林中學         | 6班          | 男生移交省立嘉義高中，女生移交省立嘉義女中接辦 | 嘉義縣立大林國民中學                 | 嘉義縣立大林國民中學 |
| 嘉義縣       | 縣立新港中學         | 6班          | 男生移交省立嘉義高中，女生移交省立嘉義女中接辦 | 嘉義縣立新港國民中學                 | 嘉義縣立新港國民中學 |
| 嘉義縣       | 縣立東石中學         | 14班         | 併入縣立東石農校，新設立省立東石綜合高中接辦   | 嘉義縣立東石國民中學                 | 嘉義縣立東石國民中學 |
| 臺南縣       | 縣立鹽水中學         | 6班          | 移交省立新營高中接辦                           | 臺南縣立鹽水國民中學                 | 臺南市立鹽水國民中學 |
| 臺南縣       | 縣立新豐中學         | 6班          | 併入縣立新豐農校，新設立省立新豐綜合高中接辦   | 臺南縣立歸仁國民中學                 | 臺南市立歸仁國民中學 |
| 臺南縣       | 縣立曾文中學         | 6班          | 併入縣立曾文農校，新設立省立曾文綜合高中接辦   | 臺南縣立麻豆國民中學                 | 臺南市立麻豆國民中學 |
| 高雄縣       | 縣立鳳山中學         | 9班          | 移交省立鳳山高中接辦                           | 高雄縣立鳳山國民中學                 | 高雄市立鳳山國民中學 |
| 高雄縣       | 縣立林園中學         | 7班          | 移交省立鳳山高中接辦                           | 高雄縣立林園國民中學                 | 高雄市立林園高級中學 |
| 高雄縣       | 縣立旗山中學         | 10班         | 移交新設立省立旗美高中接辦                     | 高雄縣立旗山國民中學                 | 高雄市立旗山國民中學 |
| 屏東縣       | 縣立東港中學         | 9班          | 移交省立潮州高中接辦                           | 屏東縣立東港國民中學                 | 屏東縣立東港高級中學 |
| 屏東縣       | 縣立內埔中學         | 3班          | 男生移交省立屏東高中，女生移交省立屏東女中接辦 | 屏東縣立內埔國民中學                 | 屏東縣立內埔國民中學 |
| 屏東縣       | 縣立長治中學         | 4班          | 男生移交省立屏東高中，女生移交省立屏東女中接辦 | 屏東縣立長治國民中學                 | 屏東縣立長治國民中學 |
| 屏東縣       | 縣立恆春中學         | 6班          | 移交新設立省立恆春高中接辦                     | 屏東縣立恆春國民中學                 | 屏東縣立恆春國民中學 |
| 花蓮縣       | 縣立玉里中學         | 6班          | 移交新設立省立玉里高中接辦                     | 花蓮縣立玉里國民中學                 | 花蓮縣立玉里國民中學 |

### 縣市立職業學校處理列表
根據上述原則，各縣市立職業學校處理情形如下：
1. 五十七學年度改制為省立職校有二十七所（其中五所設有職校補校）。
2. 五十七學年度起改為省立綜合高中[3]有五所。
3. 五十七學年度改為該縣市國民中學有四所。
4. 五十八學年度再處理者四所。各縣市立職業學校處理情形列表[4]如下：

| 當時隸屬縣市 | 校名                               | 處理年度 | 原校處理方式                                                                                   | 原校改制後校名   | 現在校名         |
| ------------ | ---------------------------------- | -------- | ---------------------------------------------------------------------------------------------- | ---------------- | ---------------- |
| 基隆市       | 市立高級商業職業學校（及附設補校） | 57學年   | 改為省立，學校遷至基隆市立第一中學校址（今基隆市立明德國中東側），原校舍改成立基隆市立成功國中 | 省立基隆商工     | 國立基隆商工     |
| 臺中市       | 市立家事職業學校                   | 57學年   | 改為省立                                                                                       | 省立臺中家職     | 臺中市立臺中家商 |
| 宜蘭縣       | 縣立商業職業學校（及附設補校）     | 57學年   | 改為省立                                                                                       | 省立宜蘭高商     | 國立宜蘭高商     |
| 宜蘭縣       | 縣立羅東高級工商職業學校           | 58學年   | 改為省立                                                                                       | 省立羅東高商     | 國立羅東高商     |
| 臺北縣       | 縣立新莊農業職業學校               | 57學年   | 改為省立綜合高中，同時接辦縣立新莊中學高中部                                                   | 省立新莊高中     | 新北市立泰山高中 |
| 桃園縣       | 縣立中壢家事職業學校               | 57學年   | 改為省立                                                                                       | 省立中壢家職     | 桃園市立中壢家商 |
| 桃園縣       | 縣立中壢高級農業職業學校           | 57學年   | 改為縣立國中                                                                                   | 桃園縣立中壢國中 | 桃園市立中壢國中 |
| 桃園縣       | 縣立龍潭農業職業學校               | 57學年   | 改為省立                                                                                       | 省立龍潭農工     | 桃園市立龍潭高中 |
| 新竹縣       | 縣立關西高級農業職業學校           | 57學年   | 改為省立                                                                                       | 省立關西農校     | 國立關西高中     |
| 苗栗縣       | 縣立高級商業職業補習學校           | 62學年   | 改為省立                                                                                       | 省立苗栗高商     | 國立苗栗高商     |
| 臺中縣       | 縣立沙鹿工業職業學校               | 57學年   | 改為省立                                                                                       | 省立沙鹿工職     | 臺中市立沙鹿高工 |
| 臺中縣       | 縣立東勢工業職業學校               | 57學年   | 改為省立                                                                                       | 省立東勢工職     | 臺中市立東勢高工 |
| 臺中縣       | 縣立霧峰農業職業學校               | 57學年   | 改為省立                                                                                       | 省立霧峰農校     | 臺中市立霧峰農工 |
| 臺中縣       | 縣立大甲農業職業學校               | 57學年   | 改為省立                                                                                       | 省立大甲高農     | 臺中市立大甲高工 |
| 臺中縣       | 縣立新社農業職業學校               | 57學年   | 改為縣立國中                                                                                   | 臺中縣立新綜國中 | 臺中市立新社高中 |
| 臺中縣       | 縣立后里農業職業學校               | 57學年   | 改為縣立國中                                                                                   | 臺中縣立后綜國中   | 臺中市立后綜高中   |
| 臺中縣       | 縣立豐原商業職業學校               | 58學年   | 改為省立                                                                                       | 省立豐原商職     | 臺中市立豐原高商 |
| 南投縣       | 縣立南投商業職業學校（及附設補校） | 57學年   | 改為省立                                                                                       | 省立南投高商     | 國立南投高商     |
| 南投縣       | 縣立埔里農業職業學校               | 57學年   | 改為省立                                                                                       | 省立埔里農校     | 國立埔里高工     |
| 南投縣       | 縣立山地農業職業學校               | 57學年   | 改為省立                                                                                       | 省立南投山地高農 | 國立仁愛高農     |
| 彰化縣       | 縣立彰化女子商業職業學校           | 57學年   | 改為縣立國中                                                                                   | 彰化縣立陽明國中 | 彰化縣立陽明國中 |
| 彰化縣       | 縣立員林家事職業學校               | 57學年   | 改為省立                                                                                       | 省立員林家職     | 國立員林家商     |
| 彰化縣       | 縣立二林農業職業學校               | 57學年   | 改為省立                                                                                       | 省立二林農工     | 國立二林工商     |
| 彰化縣       | 縣立秀水農業職業學校               | 57學年   | 改為省立                                                                                       | 省立秀水高農     | 國立秀水高工     |
| 彰化縣       | 縣立永靖農業職業學校               | 58學年   | 改為省立                                                                                       | 省立永靖農工     | 國立永靖高工     |
| 雲林縣       | 縣立虎尾農業職業學校               | 57學年   | 改為省立                                                                                       | 省立虎尾高農     | 國立虎尾農工     |
| 雲林縣       | 縣立北港農業職業學校               | 57學年   | 改為省立                                                                                       | 省立北港高農     | 國立北港農工     |
| 雲林縣       | 縣立斗六家事職業學校               | 57學年   | 改為省立                                                                                       | 省立斗六家職     | 國立斗六家商     |
| 雲林縣       | 縣立斗六農業職業學校               | 57學年   | 改為縣立國中                                                                                   | 雲林縣立莿桐國中 | 雲林縣立莿桐國中 |
| 嘉義縣       | 縣立東石農業職業學校               | 57學年   | 改為省立綜合高中，同時接辦縣立東石中學高中部                                                   | 省立東石高中     | 國立東石高中     |
| 嘉義縣       | 縣立華南商業職業學校               | 57學年   | 改為省立                                                                                       | 省立華南高商     | 國立華南高商     |
| 嘉義縣       | 縣立民雄農業職業學校               | 57學年   | 改為省立綜合高中                                                                               | 省立民雄高中     | 國立民雄農工     |
| 臺南縣       | 縣立新豐農業職業學校               | 57學年   | 改為省立綜合高中，同時接辦縣立新豐中學高中部                                                   | 省立新豐高中     | 國立新豐高中     |
| 臺南縣       | 縣立新化農業職業學校               | 58學年   | 改為省立                                                                                       | 省立新化高農     | 國立新化高工     |
| 臺南縣       | 縣立北門農業職業學校               | 57學年   | 改為省立                                                                                       | 省立北門農工     | 國立北門農工     |
| 臺南縣       | 縣立新營家事職業學校               | 57學年   | 改為省立                                                                                       | 省立新營家職     | 國立新營高工     |
| 臺南縣       | 縣立新營商業職業學校               | 57學年   | 改為省立                                                                                       | 省立白河高商     | 國立白河商工     |
| 臺南縣       | 縣立曾文家事職業學校               | 58學年   | 改為省立                                                                                       | 省立曾文家職     | 國立曾文家商     |
| 臺南縣       | 縣立玉井農業職業學校               | 57學年   | 改為省立綜合高中                                                                               | 省立玉井高中     | 國立玉井工商     |
| 高雄縣       | 縣立岡山農業職業學校               | 57學年   | 改為省立                                                                                       | 省立岡山農工     | 國立岡山農工     |
| 屏東縣       | 縣立佳冬農業職業學校               | 57學年   | 改為省立                                                                                       | 省立佳冬高農     | 國立佳冬高農     |
| 屏東縣       | 縣立山地農業職業學校               | 57學年   | 改為省立                                                                                       | 省立屏東山地高農 | 國立內埔農工     |
| 花蓮縣       | 縣立商業職業學校（及附設補校）     | 57學年   | 改為省立                                                                                       | 省立花蓮高商     | 國立花蓮高商     |
| 臺東縣       | 縣立商業職業學校（及附設補校）     | 57學年   | 改為省立                                                                                       | 省立臺東高商     | 國立臺東高商     |

### 文獻
- 臺灣省文獻委員會編. 臺灣省通志教育志 (C). 南投中興新村: 臺灣省文獻委員會.
- 臺灣省政府教育廳編. 九年國民教育籌備工作及其主體計畫之實施 (C). 臺中霧峰: 臺灣省政府教育廳. 1973年11月.
- 黃春木 〈台灣社會升學主義的發展與解決對策（1945-2007）〉第六章由升學到升學主義：政府的理解與對策 （页面存档备份，存于）
- 張福春《東山弦歌半世紀：新竹中學1922-1975》
- （页面存档备份，存于）